# نشریه خیابانی

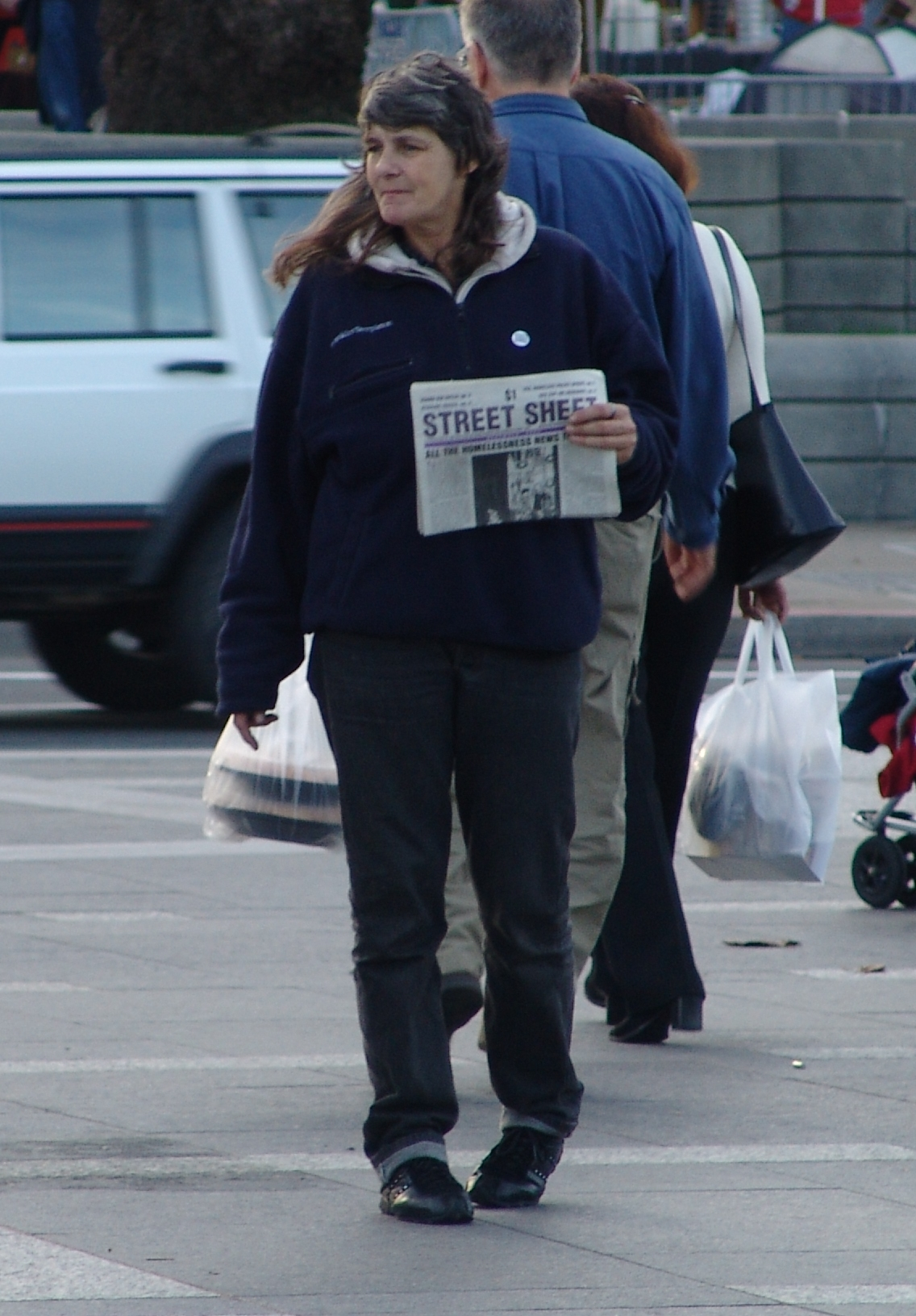
یک فروشنده روزنامه خیابانی، در حال فروش روزنامه استریت شیت، در سانفرانسیسکو

روزنامه‌های خیابانی یا نشریات خیابانی، روزنامه‌ها یا مجلاتی هستند که توسط افراد بی‌خانمان یا فقیر به فروش می‌رسند و به‌طور عمده برای حمایت از این جمعیت‌ها تولید می‌شوند. این روزنامه‌ها عمدتاً خبرها و مطالب مربوط به بی خانمان‌ها و مسائل مرتبط با فقر را پوشش می‌دهند و در پی تقویت شبکه‌های اجتماعی در جوامع بی خانمان هستند. نشریات خیابانی به دنبال این هستند که به این افراد فرصت‌های شغلی و رساندن صدا در جامعه خود را بدهند. این روزنامه‌ها علاوه بر اینکه توسط افراد بی خانمان فروخته می‌شود، بخشی از مطالب آنها نیز توسط بی‌خانمان‌ها نوشته می‌شود.
در اواخر قرن نوزدهم و اوایل قرن بیستم، انتشارات متعددی از موسسات خیریه، مذهبی و کارگری تلاش کردند تا توجه جامعه به بی خانمان‌ها را جلب کنند، اما روزنامه‌های خیابانی تنها پس از تأسیس روزنامه Street News در سال ۱۹۸۹ در شهر نیویورک شکل گرفتند. نشریات مشابه در حال حاضر در بیش از ۳۰ کشور منتشر می‌شوند که بیشتر آنها در ایالات متحده و اروپای غربی قرار دارد. این انتشارات از سوی دولت‌ها، موسسات خیریه و ائتلاف‌هایی مانند شبکه بین‌المللی نشریات خیابانی و انجمن روزنامه‌های خیابانی آمریکای شمالی حمایت می‌شوند. گرچه روزنامه‌های خیابانی گسترش یافته‌اند، بسیاری هنوز با چالش‌هایی مواجه هستند، از جمله کمبود منابع مالی، کارکنان غیرقابل اطمینان و مشکل در ایجاد علاقه و حفظ مخاطبان.
روزنامه‌های خیابانی عمدتاً توسط افراد بی خانمان فروخته می‌شوند، اما نسبت تولید محتوا در آنها یکسان نیست. در حالی که بعضی از نشریات خیابانی به‌طور عمده توسط بی خانمانان نوشته شده و منتشر می‌شوند، برخی دیگر کارکنان حرفه ای دارند. یکی از روزنامه‌های محبوب خیابانی،The Big Issue است که فعالیتش مورد توجه قرار گرفته‌است؛ زیرا تمرکز بر جذب خوانندگان بزرگ از طریق پوشش مسائل جریان اصلی و فرهنگ عامه دارد، در حالی که روزنامه‌های دیگر بر حمایت‌های بی خانمان و مسائل اجتماعی تأکید دارند و سود کمتری کسب می‌کنند.

## تاریخچه

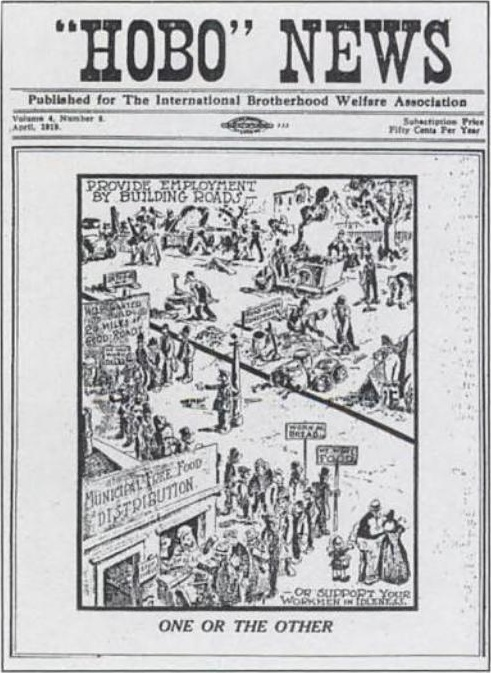
صفحه اول روزنامه هوبو نیوز

### پایه‌های تاریخی
اگر چه روزنامه‌های خیابانی مدرن با انتشار استریت نیوز (Street News) در سال ۱۹۸۹در نیویورک آغاز شد، و نیز با انشار Street Sheets در سان فرانسیسکو در سال ۱۹۸۹، اما سابقه فروش روزنامه توسط افراد فقیر و بی خانمان به اواخر قرن نوزدهم می‌رسد. محقق روزنامه‌نگاری نورما فای گرین از نشریه The War Cryبکه توسط ارتش رستگاری در لندن در سال ۱۸۷۹ منتشر شد، به عنوان شکل اولیه «نشریات مخالف، زیرزمینی، جایگزین» نام برد. یکی دیگر از پیشگامان روزنامه‌های خیابانی مدرن نشریه Hobo News در سینسیناتی در ایالت اوهایو بود.

### روزنامه‌های خیابانی مدرن
روزنامه‌های خیابانی در اواخر دهه ۱۹۸۰ در ایالات متحده در واکنش به افزایش میزان بی خانمانی و نارضایتی طرفداران بی خانمانها از تصویرسازی‌های رسانه‌های اصلی از افراد بی خانمان شروع به ظهور کردند. در آن زمان بسیاری از رسانه‌ها افراد بی خانمان را به عنوان مجرمان و معتادان به مواد مخدر تشریح می‌کردند و تأکید می‌کردند که بی خانمانی بیشتر از این که معلول عوامل اجتماعی یا سیاسی باشد نتیجه تنبلی است. بنابراین، یک انگیزه برای ایجاد اولین روزنامه‌های خیابانی، در مقابله با پوشش منفی افراد بی خانمان در روزنامه‌های جریان اصلی بود.

### اهداف
اکثر روزنامه‌های خیابانی سه هدف اصلی دارند:
- برای فراهم آوردن درآمد و مهارت‌های شغلی به افراد بی خانمان و دیگر محرومان که به عنوان فروشنده و اغلب به روزنامه‌ها کمک می‌کنند
- برای پوشش دادن و آموزش عمومی عمومی در مورد مسائل مربوط به بی خانمان و فقر
- برای ایجاد شبکه‌های اجتماعی در جوامع بی خانمان و بین افراد بی خانمان و ارائه دهندگان خدمات

## یادداشت
1. ↑  Harman, Danna (17 November 2003). "Read all about it: street papers flourish across the US". The Christian Science Monitor. Retrieved 13 January 2009.
2. ↑  Boukhari, Sophie (1999). "The press takes to the street". The UNESCO Courier. UNESCO. Archived from the original on 7 April 2019. Retrieved 13 March 2009.
3. ↑  (Howley 2005)
4. ↑  Dodge, Chris (1999). "Words on the Street: Homeless People's Newspapers". American Libraries. Archived from the original on 2009-03-17. Retrieved 15 April 2009.
5. ↑  (Heinz 2004)
6. ↑  (Howley 2003)
7. ↑  (Green 1998)
8. 1 2  (Heinz 2004)
9. ↑  "The street paper concept". International Network of Street Papers. Archived from the original on 12 March 2020. Retrieved 19 April 2009.